# Ala Tagh
Ala Tagh o Ala Tak (també Alatagh, Alatak o Alatac) fou una antiga zona de pastura situada al nord-oest de Naxçıvan, que correspon amb les pastures avui dia a Turquia d'Ala Dau. El nom es refereix a unes muntanyes amb diversos canvis de color pronunciats.
Fou utilitzada pels Ilkhans, jalayírides i timúrides. La seva utilització al llarg de tres segles està ben documentada. No s'ha de confondre amb les muntanyes de l'Aladagh al Khorasan (província de l'Iran) (avui dia Iran, al sud-est de la mar Càspia, ni amb les muntanyes existents a la vora de dos poblacions de nom Aladgah a la serralada del Taure, a Turquia.
Hulagu Khan la va utilitzar com a residència d'estiu, costum continuada per molts dels seus successors. Rashid al-Din indica que Hulagu va sortir de Tabriz cap a Síria i en el seu camí fins a Akhlat va passar pels prats de l'Ala Tagh que li van agradar. El Djihan-Numa diu que en aquestes muntanyes tenia el seu origen el riu Eufrates o Murad Su. Es trobaria a 20 llegues (100 km) al nord del llac Van i prop de la muntanya Ararat (part oriental de la província turca actual d'Ağrı).